# 鋁型材

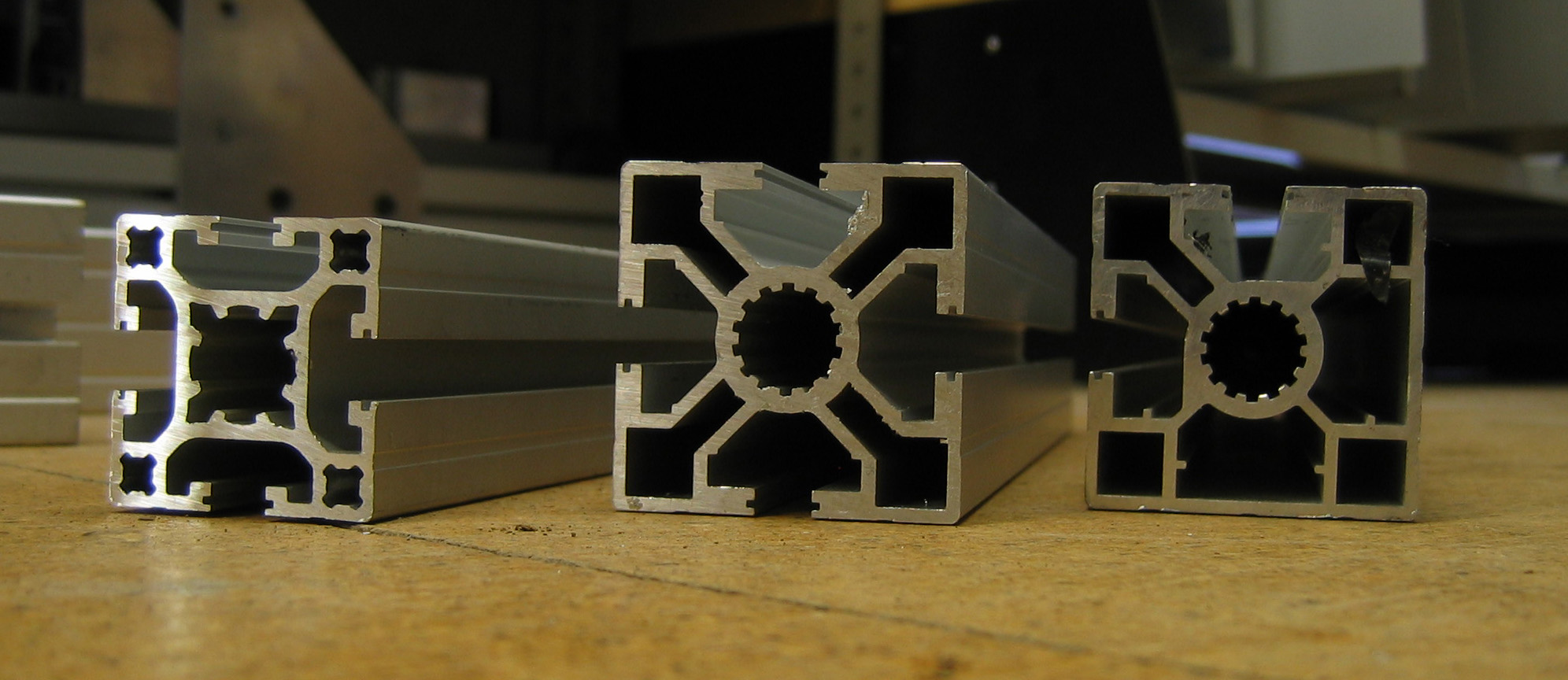
T形槽結構框架範例

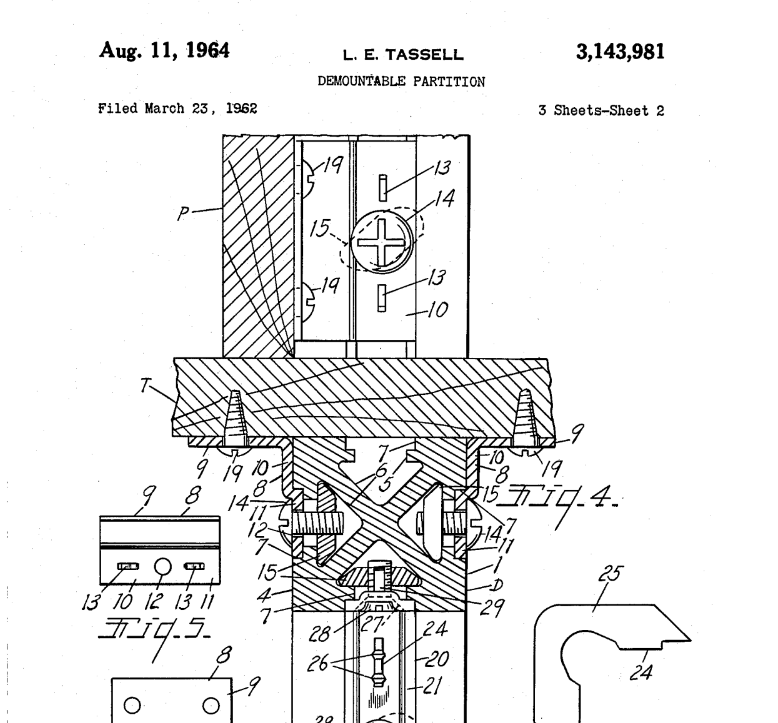
1964 年專利展示了擠壓 T 形槽構件的早期用途。

10 和 15 系列 80/20 T 形槽型材的橫截面

鋁型材或稱鋁擠型材、鋁擠型，通常是將鋁錠加熱一定的溫度後，利用擠壓機及特製模具來加以擠壓製成各種形狀成品。有各種結構型材尺寸和型材幾何形狀以及連接元件和功能配件，主要用於框架下部結構、覆層、保護裝置和功能應用的機械工程和自動化技術。一方面，鋁製建築型材與型鋼競爭，但另一方面，根據任務的不同，兩種材料的混合可以代表最佳解決方案。
雖然鋁型材的準確歷史尚不清楚，但20世紀50年代初期擠壓機技術的進步使得鋁型材的經濟生產成為可能，使用範例可以從20世紀60年代初找到。
儘管沒有公佈的標準定義該系統，但它以一系列常規尺寸生產，從而允許製造商之間的兼容性。

## 材質及強度
鋁在拉伸和壓縮方面的剛性較低。由於鋁的可成形性要高得多，因此可以透過優化的型材幾何形狀來彌補這一缺點。在開發和製造建築型材時，盡可能多的材料被放置在幾何形狀的邊緣以增加截面模量。即裝即用的鋁結構型材主要覆蓋陽極氧化層（ eloxal ），該層已經提供了腐蝕保護。底漆和油漆可以省略。
鋁作為一種材料的強度僅限於 250 N/mm² 左右的拉伸強度，因為較高品質的鋁合金在使用擠壓製程製造時會帶來過高的風險。危險：由於不利的流動特性而導致工具破損。鋁的密度明顯低於鋼（鋁 ～ 2,7 g/cm³ | 鋼 ～ 7,8 g/cm³） 與鋼 (210.000 N/mm²) 相比，鋁的楊氏模量(70.000 N/mm²) 更低。因此，鋁在拉伸和壓縮方面的剛性較低。由於鋁的可成形性要高得多，因此可以透過優化的型材幾何形狀來彌補這一缺點。